# روكيتا ليغوري
روكيتا ليغوري (بالإيطالية: Rocchetta Ligure)‏ هي بلدية في مقاطعة ألساندريا في إقليم بييمونتي في إيطاليا.

## السكان
في سنة 1861 بلغ عدد السكان 895 نسمة، وتطور العدد ليصل في سنة 2011 لـ 210 نسمة.
يظهر هذا المخطط البياني تطور النمو السكاني لـ روكيتا ليغوري